# Mont Sujet
Mont Sujet är en bergstopp i Schweiz.   Den ligger i distriktet Jura bernois och kantonen Bern, i den centrala delen av landet, 30 km nordväst om huvudstaden Bern. Toppen på Mont Sujet är 1 382 meter över havet, eller 252 meter över den omgivande terrängen. Bredden vid basen är 5,1 km.
Terrängen runt Mont Sujet är huvudsakligen lite bergig. Runt Mont Sujet är det ganska glesbefolkat, med 24 invånare per kvadratkilometer.. Närmaste större samhälle är Biel, 7,6 km öster om Mont Sujet. 